# Lackadaisy (короткометражный фильм, 2023)
«Лакадэйзи» (англ. Lackadaisy; другие русские варианты — «Коты-маргиналы», «Маргиналка») — американский независимый анимационный короткометражный фильм, основанный на одноимённом веб-комиксе за авторством Трейси Батлер. В короткометражке повествуется о соперничестве двух бутлегерских заведений — спикизи «Лакадэйзи» и номера «Бархатцы» (англ. Marigold), которые занимаются контрабандой алкоголя во время сухого закона. Режиссёром выступил Фэйбл Сигл, который также написал сценарий в соавторстве с Батлер.
Пилот, финансирующийся через платформу Kickstarter, был выпущен на YouTube 29 марта 2023 года и получил широкое признание за анимацию, озвучивание, музыку, персонажей и историческую достоверность.

## Сюжет
Действие происходит в Сент-Луисе во время сухого закона 1927 года. Короткометражка начинается с игры на скрипке бутлегера Рорка «Рокки» Рикаби, который читает свои поэтические мемуары реке Миссисипи. Закончив выступление, Рокки вместе со своим кузеном Кэлвином «Веснушкой» МакМюрреем и их близкой подругой Айви Пэппер выкапывают гроб с виски у одного из своих поставщиков. Когда они грузят бутылки в машину, их застаёт в засаде конкурирующая банда «Бархатцы», состоящая из бывшего члена «Лакадэйзи» — Мордекая Хэллера и каджунских брата и сестры Савуа — Никодима и Серафины. В ходе погони Веснушка выводит из строя машину «Бархатцев» обстрелом из пистолета-пулемёта Томпсона, однако Мордекай сбивает их с дороги и загоняет в карьер Сэйбла по добыче камня.
Троица затаилась в гараже, в который они врезались; Айви старается починить машину, Веснушка отбивается от Мордекая, а Рокки уходит бродить по каменоломне, где находит экскаватор, на котором прибывает к месту перестрелки и разбрасывает динамит, чтобы отогнать банду «Бархатцев», и случайно вызывает наводнение, разрушив водонапорную башню. Однако всем удаётся спастись. У Мордекая появляется шанс остановить банду, но не решается нажать на курок, увидев Айви за рулём.
В заведении «Лакадэйзи» хозяйка Митци Мэй выражает свои сожаления портрету своего покойного мужа Атласа, вспоминая, каким большим был их бизнес. Она встречается со своими сотрудниками и гостем, Седжуиком «Уиком» Сэйблом — владельцем каменоломни. Она просит его о финансовой помощи, но он вежливо отказывается, чтобы сохранить свой имидж в обществе. Рокки, Веснушка и Айви возвращаются с тремя неповреждёнными бутылками. Митци неохотно выражает недовольство малым количеством добытого алкоголя, но заявляет, что рада, что они хотя бы вернулись целыми и невредимыми. Роки и музыкант Зиб начинают выступать на сцене, Айви танцует с Веснушкой, а Митци вспоминает о том, как процветало спикизи во времена Атласа.
В сцене после титров Мордекай звонит своему начальнику, Асе Свиту, и сообщает, что им с семейством Савуа не удалось восстановить поставки, и что один из их поставщиков предал их, продавая товар «Лакадэйзи». Свит заявляет, что постарается уладить это до того, как об их махинациях узнает правительство.

## Актёры озвучивания
- Майкл Ковач — Рорк «Рокки» Рикаби, сострадательный, но слегка неуравновешенный бард-скрипач и торговец ромом, жаждущий самоутверждения.
- Белшебер Русейп — Кэлвин «Веснушка» МакМюррей, робкий кузен Рокки, склонный к внезапным вспышкам бешенства, особенно когда в его руках оказывается оружие.
- Лиза Реймолд — Айви Пэппер, образованная и уверенная в себе кошка, имеет любовный интерес к Веснушке.
- Сонвон Чо[англ.] — Мордекай Хэллер, холодный и расчётливый бандит, который до вступления в банду «Бархатцы» работал на «Лакадэйзи».
- Эш Вагнер — Митци Мэй, вдова Атласа Мэя и новый владелец спикизи «Лакадэйзи».
- Брэдли Гэрет — Седжуик «Уик» Сэйбл, знатный бизнес-магнат и владелец «Каменоломни Сэйбла».
- Валентайн Стоукс — Дориан «Зиб» Зибовски, спокойный, но слегка неряшливый ведущий саксофонист группы «Лакадэйзи».
- Джейсон Марноха — Виктор Васько, вспыльчивый бармен с повязкой на глазу, заведующий баром заведения «Лакадэйзи», бывший партнёр Мордекая.
  - Марноха также озвучивает Асу Свита, главу банды «Бархатцы» и делового конкурента «Лакадэйзи».
- Уолтер Томас Витола — Горацио Бруно, швейцар «Лакадэйзи».
- Бенни Лейтем — Серафина Савуа, сестра Никодима.
- Малколм Рэй — Никодим «Нико» Савуа, брат Серафины.
  - Рэй также озвучивает тромбониста Джей-Джея и карнавального оратора в воображении Роки.

## Производство и выпуск
В 2020 году на создание короткометражного фильма была организована краундфандинговая кампания на Kickstarter. Изначальная цель кампании — 85 тыс. долларов для создания десятиминутного фильма, но бюджет был увеличен в четыре раза. По словам создателей, в производстве короткометражного фильма приняли участие более 160 «квалифицированных художников по всему миру».
16 января 2023 года на официальном YouTube-канале Lackadaisy был опубликован трейлер фильма, а 29 марта того же года — сам короткометражный фильм. 11 июля было объявлено, что фильм будет впервые показан в кинотеатрах, а 2 августа в кинотеатре Secret Movie Club в Лос-Анджелесе состоится живое общение с создателями.

## Принятие
Короткометражка получила широкое признание критиков. Перед премьерой Саманта Кинг из Screen Rant заявила, что фильм «покорил сердца... поклонников комиксов... [и] анимации» и что он передаёт очарование и стиль оригинального веб-комикса. Мерседес Миллиган из Animation Magazine назвала фильм «весьма ожидаемым», Роб Брикен из Gizmodo — «невероятным», а Мэдлин Карпу из The Mary Sue — «восхитительным и весёлым». После премьеры пилота Джейми Лэнг из Cartoon Brew отметил «весьма очаровательные» эффекты, оставшиеся от процесса анимации, и «значительные эстетические различия» между веб-комиксом и фильмом. Би Джей Коланджело назвал фильм «до смешного впечатляющим», похвалив дизайн персонажей, впечатляющую анимацию, и также сказал, что это может стать «следующей большой вещью в анимации для взрослых», заявив, что крупным студиям было бы «глупо» упускать возможность превратить короткометражку в сериал.

## Будущее

### Музыкальный клип
5 августа 2023 года был выпущен музыкальный клип по мотивам короткометражного фильма под названием «Liquid Gold» английского исполнителя PARANOiD DJ с участием Майкла Ковака, Белшебера Русейпа и Лизы Реймолд.

### Веб-сериал
После успеха короткометражного фильма в конце июля 2023 года на платформе BackerKit началась краундфандинговая кампания по сбору средств на создание анимационного веб-сериала, а на YouTube был опубликован тизер-трейлер первого сезона. Через неделю после начала кампании, в августе того же года, был собран $ 1 000 000 для финансирования первого сезона, состоящего из 5 эпизодов. Выход сериала намечен на 2025 год. В конце августа 2023 года кампания BackerKit завершилась, собрав $ 2 008 728 от более чем 16 000 подписчиков, что позволило включить в производство 3 дополнительных мини-эпизода и получить наборы Blu-ray, содержащие первый сезон и сам короткометражный фильм.

## Комментарии
1. ↑  Указана как «Исполнительный продюсер».